# Paulus Lathouwers
Paulus Lathouwers (Oerle, 17 april 1823 - Oerle, 6 maart 1907) was burgemeester van de voormalige Nederlandse gemeente Oerle.
Lathouwers, van beroep landbouwer, vervulde van 1863 tot 1869 de functie van wethouder. Vervolgens werd hij benoemd tot burgemeester van Oerle, een functie die hij tot 1905 vervulde.
Hij stierf in 1907, op 83-jarige leeftijd.